# Diospyros serrana
Diospyros serrana là một loài thực vật có hoa trong họ Thị. Loài này được Sothers mô tả khoa học đầu tiên năm 2003.